# Lino Maldonado
Lino Waldemar Maldonado Gárnica (* 27. Juli 1990 in Santiago de Chile) ist ein ehemaliger chilenischer Fußballspieler, der als Stürmer eingesetzt wurde. 

## Karriere
Lino Maldonado begann seine Karriere 2009 beim CD Cobresal. Diesem Verein blieb er zehn Jahre treu, wurde jedoch am Anfang seiner Profilaufbahn mehrfach in die Segunda División verliehen. Sein größter Erfolg mit dem Klub aus der Minenstadt El Salvador war der Gewinn der Clausura 2014/15. 2017 und 2018 spielte der Offensivakteur mit Cobresal in der Primera B. Sein letztes Karrierejahr verbrachte Maldonado bei Deportes Recoleta und ging nach seinem Karriereende wieder nach El Salvador zurück und wurde Minenarbeiter.

## Erfolge
Cobresal
- Primera División: 2014/15-C